# Acheron Catena
La Acheron Catena è una formazione geologica della superficie di Marte.
È intitolata all'Acheronte, fiume dell'oltretomba greco.